# Isahaja (Nagasaki)
Isahaja (japonsky:諫早市 Isahaja-ši) je japonské město v prefektuře Nagasaki na ostrově Honšú. Žije zde přes 137 tisíc obyvatel.

## Partnerská města
- Athens, Tennessee, Spojené státy americké

- Čang-čou, Čínská lidová republika